# Споменик устанку народа Баније и Кордуна
Споменик устанку народа Баније и Кордуна је монументални споменик подигнут на Петровцу, највишем врху Петрове горе. То је било поприште једне од очајних епизода Другог светског рата, када је око 300 Срба наоружаних само рогуљама, изгинуло нападајући усташе утврђене на врху, за време пробоја обруча на Петровој гори 1942. године. Споменик је симбол страдања и херојске борбе понајпре српског становништва овог краја, које је на том подручју већ од пролећа било извргнуто усташким злочинима. Након оснивања првих партизанских јединица по Кордуну и Банији, Хрвати и Срби заједно су се борили против фашизма и окупације. На том је подручју такође био основан Главни штаб Хрватске, деловала партизанска болница, а 1944. у Топуском одржано заседање ЗАВНОХ-а.
Аутор споменика је вајар Војин Бакић. Изградња споменика завршена је 1981. године.

## Позадина
Почевши од лета 1941. године, усташе су Србе широм Независне Државе Хрватске почели да насилно уклањају из својих домова, који су потом депортовани у Србију и замењени Словенцима. Као што се већ видело у плитвичком крају, сељаци српске националности на Кордуну и Банији плашили су се да их чека иста судбина. Средином 1941. године борци Кордунашког партизанског одреда, сазнавши за ове немире међу прогањаним Србима, инфилтрисали су се на Кордун и Банију. Дана 19. јула 1941. године у шуми Абез, на северним падинама Петрове горе, састали су се представници Комунистичке партије Хрватске и донели одлуку о подизању оружаног устанка. Партизанске снаге су затим наставиле са убеђивањем стотина Срба да се дигну и створе организовани отпор усташама у спровођењу депортације. Након формирања овог савеза, партизани Кордуна, којих је било око 2.500, основали су штаб за координацију овог заједничког отпора у близини врха брда Мали Петровац на Петровој гори. На овом простору постављена су утврђења, створена инфраструктура и изграђен значајан војноболнички комплекс у оближњој јарузи Пишин гај. Око 15.000 људи, мушкараца, жена и деце, из околине је дошло на планину да презими под заштитом овог партизанског упоришта. Устанак је званично почео 27. јула 1941. године.
Као резултат овог подстрека кордунских партизанских бораца, који су почели да врше узастопне нападе на градове око Петрове горе, појачале су се тензије између сила Осовине у региону и појачао притисак НДХ на Србе који су пружали отпор. Затим, 19. марта 1942. године, као одговор на овај устанак, усташка милиција је започела Операцију Петрова гора, офанзиву Осовине која је имала за циљ да се овај крај очисти сваког отпора Срба и партизана. Међутим, усташка офанзива је само ескалирала устанак, а гнев Срба се додатно повећао, чињеница која је омогућила партизанима да ојачају и окупе више сељака за оружје (многи су били само обични пастири и земљорадници). Међутим, приликом изненадног пробоја одбране почетком априла 1942. године, усташке снаге су јуришале на више партизанских положаја око Петрове горе. Изненађени и само минимално наоружани вилама и старим оружјем, стотине српских сељака који су потражили уточиште на врху планине кренули су на усташке војнике. Имали су мале шансе против обучених и наоружаних војника, а убијено је преко 300 сељака.

## Рад на споменику
Првобитни концепт стварања великог спомен-обележја на Малом Петровцу, највишем врху на Петровој гори, настао је непосредно после рата. Локалитет је изабран не само због повезаности са крвавим догађајима из Другог светског рата, већ и због тога што је био место битке на Гвозду 1097. године где се хрватски племић Петар Свачић борио против угарског краља Коломана. Камен темељац за очекивани споменик у близини врха брда положио је 6. маја 1946. године Иван Рибар, председник Народне скупштине Југославије. Међутим, овај камен темељац је у великој мери био симболичан, јер су недостатак средстава и недостатак било каквих одабраних архитектонских планова спречили почетак било какве непосредне изградње на локацији. Потом су крајем шездесетих година покренути напори да се ревитализују и обнове многа спомен-обележја и ратишта на Петровој гори. Као резултат тога, 1970. године расписан је конкурс за пројектовање, а место за изградњу меморијалног објекта био је врх Малог Петровца, другог по висини врха Петрове горе (с тим што је био 5м краћи од оближњег највишег врха распон 600м према југоистоку: Велики Петровац на 512м висине). За ово такмичење у дизајну, упутства су посебно тражила од учесника да створе дело које се уздиже изнад околних шума, а истовремено функционише и као тачка за посматрање околног села. До истека рока конкурса 1971. године, селекциона комисија је примила 17 пристиглих предлога, након чега је радове оцењивао жири састављен од историчара, уметника и архитеката међу којима су били Невен Шегвић, Вера Хорват-Пинтарић, Вања Радауш, Јосип Сајсл, Златко Прица и остали.
Војин Бакић је након споменика код Каменске још једном, 1970. године, у другом кругу освојио конкурс за велики пројекат. Наиме, у првом конкурсу прву је награду освојио Игор Тош, али му је пројекат одузет након сукоба око концепта изградње споменика. Радило се о подизању споменика народу Баније и Кордуна, који су били једно од већих устаничких антифашистичких жаришта у Хрватској, те у спомен великим страдањима тамошњег српског становништва. Председник Одбора за изградњу споменика био је Владимир Бакарић. Бакић је овај споменик подизао целу деценију, све док коначно није био завршен 1981. године и свечано отворен 4. јула.

## Опис споменика
Споменик је архитектонско-пластичко дело, израђено од армираног бетона и обложено плочама од нерђајућег челика, а подигнут је на Петровцу, највишем врху Петрове горе. Осим што врши функцију репрезентативног дела, у унутрашњости споменика био је уређен музеј у којем се налазила стална постава везана уз Народноослободилачку борбу овог краја, док је око споменика био уређен комплекс за рекреацију. Смештањем музеја, споменик је заправо добио едукативно-изложбену функцију. На врху споменика налази се видиковац с којег пуца поглед према Словенији, Босни и Загребу.
Академик Тонко Мароевић напомиње да је Бакићу за инспирацију послужила скулптура Разрезане површине, чиме заправо хоће да каже да је то био Бакићев својеврстан „корак унатраг”, пошто је узор за дизајн споменика видио у свом делу из средине 1970-их. Већ је почетком 1980-их Бакић осетио замор у своме стваралаштву, тако да је и то један од разлога виђења узора у старијој скулптури.

## Девастација после 1991.
Након 1991. споменик и спомен-комплекс су запуштени, музеј је након 1995. девастиран, а и до дан данас траје оштећивање споменика. Људи скидају и односе скупоцену оплату од нерђајућег челика, док локална и државна власт не проводи никакве санкције против починилаца упркос протестима антифашистичких удружења. Сем тога, на врху споменика неплански је постављен одашиљач предузећа „Одашиљачи и везе д.о.о.“, што додатно нарушава његов изглед.
Августа 2011. године, у Хрватској је покренут „Апел за обнову седам капиталних споменика НОБ-у“, листа на којој се нашао и Споменик народу Баније и Кордуна.
Важну улогу у ревитализацији и бризи за споменик има кустоски колектив „WHW“ још од 2004. године. „WHW“ је 2007. и 2008. организовао две изложбе (у Грацу и Загребу) којима је указао на важност Бакићеве оставштине. Такође је 2013. године покренуо акцију „Петрова гора: јучер, сутра, како мислити Петрову гору“ на коју се јавило 30-ак људи.